# Tehama (arna)
Tehama és un gènere monotípic d'arnes de la família Crambidae. Conté només una espècie, Tehama bonifatella, que es troba a Groenlàndia i Amèrica del Nord, on ha estat registrada a Alberta, Colúmbia Britànica, Califòrnia, Colorado, Labrador, Manitoba, Nevada, Quebec i Washington. L'hàbitat es compon de pastures. Les larves s'alimenten de diverses herbes i de Trifolium repens.